# Akeem Dent
Akeem Dent (Atlanta, 24 settembre 1987) è un ex giocatore di football americano e allenatore di football americano statunitense che gioca nel ruolo di linebacker per gli Houston Texans della National Football League (NFL). Fu scelto nel corso del terzo giro (91º assoluto) del Draft NFL 2011 dagli Atlanta Falcons. Al college ha giocato a football all'Università della Georgia.

## Carriera da giocatore

### Atlanta Falcons
Dent fu scelto dai Atlanta Falcons nel corso del terzo giro del Draft 2011. Nella sua stagione da rookie disputò tutte le 16 partite, nessuna delle quali come titolare, mettendo a segno 20 tackle e venendo inserito nella Formazione ideale dei rookie da Pro Football Weekly. Nella stagione successiva giocò ancora tutte le partite della stagione regolare, incluse le prime 13 come titolare, facendo registrare 65 tackle. Nel 2013, Dent terminò con 51 tackle e i suoi primi 1,5 sack in 15 gare, di cui 7 come titolare.

### Houston Texans
Il 18 giugno 2014, Dent fu scambiato con gli Houston Texans per il quarterback T.J. Yates.

## Palmarès
- PFWA All-Rookie Team - 2011